# Jakob Ellemann-Jensen

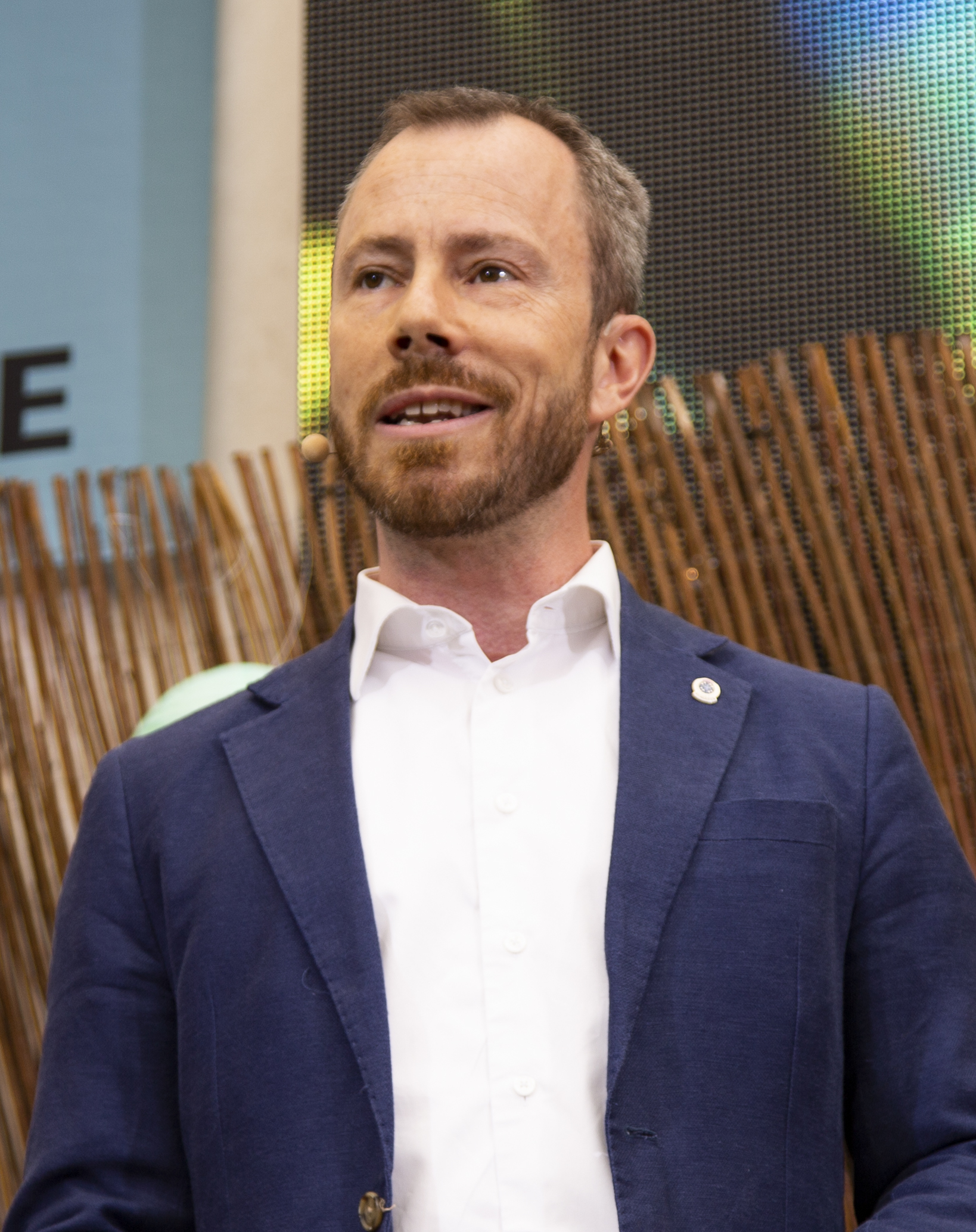
Jakob Ellemann-Jensen (2020)

Jakob Ellemann-Jensen (* 25. September 1973 in Hørsholm) ist ein dänischer ehemaliger Politiker der konservativ-liberalen politischen Partei Venstre. Von 2018 bis 2019 war er dänischer Umweltminister. Er war ab September 2019 Vorsitzender seiner Partei und ab dem 15. Dezember 2022 stellvertretender Ministerpräsident sowie Verteidigungsminister und kurzzeitig Wirtschaftsminister seines Landes. Im Oktober 2023 beendete er seine politische Karriere.

## Leben
Jakob Ellemann-Jensen ist ein Sohn des ehemaligen dänischen Außenministers und Venstre-Vorsitzenden Uffe Ellemann-Jensen und der Journalistin Alice Vestergaard. Seine ältere Schwester Karen Ellemann war zuletzt Ministerin für Gleichstellung und Nordische Zusammenarbeit; auch sie war Umweltministerin.
Von 1992 bis 1994 diente Ellemann-Jensen als Wehrpflichtiger in der Königlichen Leibgarde. Anschließend diente er bis 1996 als Leutnant im Sjællandske Livregiment. Von 1996 bis 1999 diente Ellemann-Jensen als Premierleutnant der Reserve in der internationalen Brigade. Anschließend diente er als Hauptmann im dänischen Bataillon in Bosnien und Herzegowina bis 2000.
Im Jahr 2002 erhielt Ellemann-Jensen seinen Abschluss als cand.merc.jur. an der Copenhagen Business School. Danach arbeitete er als juristischer Ratgeber bei PwC Consulting A/S, nach der Veräußerung des PwC-Beratungsgeschäfts an IBM Danmark A/S 2002 daraufhin dort als Jurist und anschließend dort als Abteilungschef bis 2007 und dann bis 2011 als Konzernjurist bei GN Store Nord A/S. Seit 2011 ist er Abgeordneter des Folketings; dort war er Mitglied in den Ausschüssen zu Europa, Finanzen, Verteidigung, Färöer, Geschäftsordnung und Äußerem. Am 2. Mai 2018 folgte er Esben Lunde Larsen als Umweltminister im Kabinett Løkke Rasmussen III nach.
Am 21. September 2019 wurde Ellemann-Jensen während eines außerordentlichen Parteitags in Herning nach internen Konflikten in der Partei ohne Gegenkandidat zum neuen Vorsitzenden von Venstre gewählt. Am 15. Dezember 2022 wurde er in der neuen Dreierregierung von Staatsministerin Frederiksen Verteidigungsminister und stellvertretender Staatsminister.
Am 6. Februar 2023 teilte das dänische Staatsministerium mit, dass Ellemann-Jensen krankheitsbedingt vorübergehend verhindert sei, das Verteidigungsministerium zu leiten, weswegen Wirtschaftsminister Troels Lund Poulsen ab sofort und bis auf Weiteres auch als kommissarischer Verteidigungsminister fungiere. Ellemann-Jensen litt unter Burn-out. Er kehrte im August 2023 aus dem Krankheitsurlaub zurück und wechselte vom Verteidigungs- zum Wirtschaftsministerium. Er gab am 23. Oktober 2023 schließlich seinen Rücktritt als Vorsitzender von Venstre, stellvertretender Staatsminister und Wirtschaftsminister bekannt und erklärte seinen sofortigen Rückzug aus der Politik; die Entscheidung erfolgte nach historisch schlechten Meinungsumfragen und Kritik innerhalb der Partei, wobei Venstre zum Zeitpunkt des Rückzugs weniger als 9 % in den Umfragen erreichte.